# فيكتور ايمانويل دياز بالاسيوس
فيكتور ايمانويل دياز بالاسيوس (بالإسبانية: Víctor Emanuel Díaz Palacios)‏ هو سياسي مكسيكي، ولد في 22 نوفمبر 1950 في مدينة بويبلا في المكسيك. حزبياً، نشط في الحزب الثوري المؤسساتي. وقد انتخب عضو مجلس النواب المكسيك.